# Isaac Mina
Isaac Bryan Mina Arboleda (Esmeraldas, Ecuador, 17 de octubre de 1980) es un futbolista ecuatoriano. Juega de defensa central o lateral y su equipo actual es Sociedad Deportiva Aucas de la Serie A de Ecuador.

## Trayectoria
En 2008 llega a Deportivo Quito, donde en dos años jugó 51 partidos y anotó 4 goles. Entre esos partidos figuran 2 en la Copa Sudamericana 2008 contra Universitario y 6 en la Copa Libertadores 2009 en la fase de grupos.
En enero de 2010 se confirma su llegada a la Universidad Católica de Chile, pero días después el traspaso se cae y se decide la renovación con Deportivo Quito.

## Selección nacional
Ha sido internacional con la Selección de fútbol de Ecuador en 12 ocasiones, entre ellas 4 corresponden a las Eliminatorias Sudamericanas para Sudáfrica 2010, contra Argentina, Uruguay, Venezuela (donde anotó un gol) y Perú.

## Clubes
| Club                 | País    | Año           |
| -------------------- | ------- | ------------- |
| Esmeraldas Petrolero | Ecuador | 2002          |
| Espoli               | Ecuador | 2003 - 2006   |
| Deportivo Azogues    | Ecuador | 2006          |
| Barcelona SC         | Ecuador | 2007          |
| Deportivo Quito      | Ecuador | 2008-2014     |
| Mushuc Runa          | Ecuador | 2015          |
| Aucas                | Ecuador | 2016-presente |

## Palmarés

### Campeonatos nacionales
| Título             | Club            | País    | Año  |
| ------------------ | --------------- | ------- | ---- |
| Serie A de Ecuador | Deportivo Quito | Ecuador | 2008 |
| Serie A de Ecuador | Deportivo Quito | Ecuador | 2009 |
| Serie A de Ecuador | Deportivo Quito | Ecuador | 2011 |